# Magic (álbum)
Magic es el tercer álbum de estudio de la cantautora estadounidense Cheryl Dilcher. Fue publicado en junio de 1974 a través de A&M Records.

## Grabación y contenido

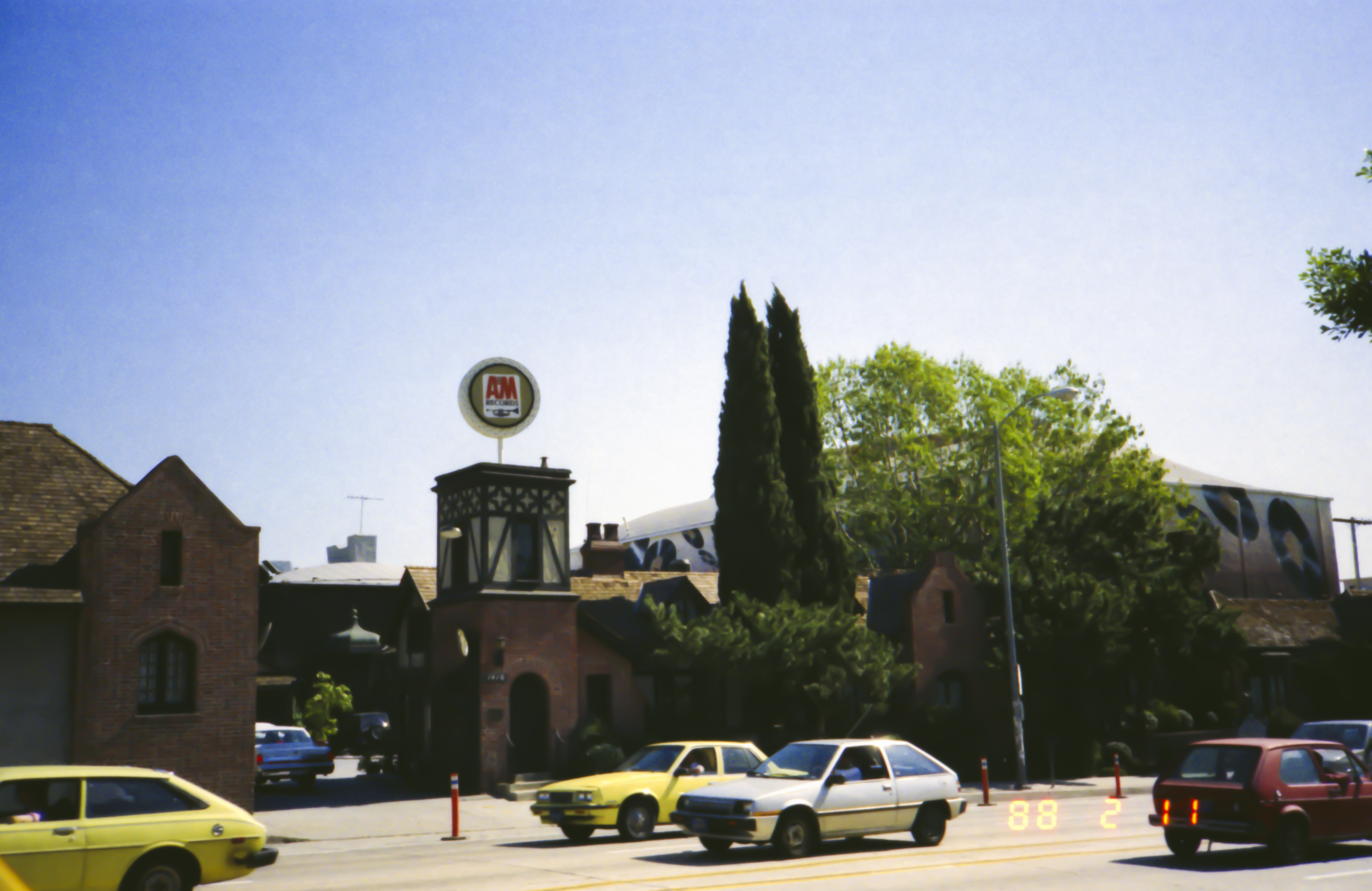
A&M Studios, donde la cantautora grabó Magic.

Al igual que el lanzamiento anterior de Dilcher, Butterfly, Jeff Barry produjo el álbum. Las sesiones de grabación de Magic tuvieron lugar en los estudios A&M, en Hollywood, California. Una vez completas las sesiones de grabación, Norm Kinney mezcló el álbum en los estudios Sound Labs. Magic contenía diez canciones, las cuales fueron compuestas por la propia Dilcher. El productor Barry recibió crédito de composición en «You're the One». Además de cantar, Dilcher tocó la guitarra acústica. Los músicos de sesión incluían a Rusty Young, Randy Koontz, Joe Aglio, Nino Tempo y Clarence McDonald.

## Recepción de la crítica
Un escritor no especificado de Billboard indicó que Magic tiene “mejor producción que [sus] esfuerzos anteriores”. Un escritor no especificado de la revista Cash Box declaró: “El primer LP de Cheryl fue un indicio de lo bueno que estaba por venir y ahora, con el lanzamiento de su nuevo LP de A&M, vemos que las semillas de su creatividad están dando frutos sabrosos. La joven y talentosa artista escribió todas las letras y la música de este disco, cuyas principales fortalezas abundan en la sensibilidad y el abandono musical desenfrenado que tipifica su enfoque de su oficio”.

## Lista de canciones
Todas las canciones escritas y compuestas por Cheryl Dilcher, excepto donde esta anotado.
Lado uno
1. «Magic» – 2:58
2. «Home to Me» – 3:15
3. «Devil Song» – 4:10
4. «It's a Secret» – 3:33
5. «Fantasy» – 4:43

Lado dos
1. «Who's the Captain (Of Rock 'n Roll)» – 3:20
2. «The Good Times» – 3:27
3. «Together» – 3:16
4. «You're the One» (Dilcher, Jeff Barry) – 2:56
5. «Dance» – 5:29

## Créditos y personal
Créditos adaptados desde las notas de álbum de Magic.
Músicos
- Cheryl Dilcher – voz principal, guitarra acústica
- “Rick Robin” Beilke – guitarra eléctrica, coros
- Randy Koontz – bajo eléctrico, coros
- Joe Aglio – batería, coros
- Clarence McDonald – teclados
- Rusty Young – guitarra de acero con pedal
- Nino Tempo – saxofón

Personal técnico
- Jeff Barry – productor
- Norm Kinney – ingeniero de audio
- Milt Calice – ingeniero asistente
- Bernie Grundman – masterización
- Suzanne Ayres – fotografía
- Roland Young – director artístico
- Chuck Beeson – diseño